# Sings the Ballads of the True West
Sings the Ballads of the True West ist das 22. Studioalbum des US-amerikanischen Country-Sängers Johnny Cash. Es erschien 1965 bei Columbia Records als Doppelalbum und wurde von Don Law und Frank Jones produziert.
Es handelt sich um ein Konzeptalbum, auf dem Cash sich mit dem Mythos des Wilden Westens beschäftigt.

## Inhalt
Die Songs aus dem Album handeln vom wilden Westen und zeigen das Leben der Cowboys in dieser Zeit. Neben neuen Stücken von ihm selbst sowie von Carl Perkins, Maybelle Carter und Shel Silverstein nahm Cash auch einige amerikanische Traditionals wie Sweet Betsy from Pike, Bury Me Not on the Lone Prairie, Sam Hall und Streets of Laredo auf.
Zwei der Songs haben historische Hintergründe: Hardin Wouldn't Run handelte vom berühmten Revolverhelden John Wesley Hardin, der bereits in einer Erzählung auf Cashs Album Ride This Train auftrat. Der Song Mister Garfield handelt vom Attentat auf den ehemaligen US-Präsidenten James A. Garfield am 2. Juli 1881.

## Spätere Neuaufnahmen einzelner Songs
Sechs der Songs wurden von Cash später neu aufgenommen, wobei das alte Traditional I Ride an Old Paint unter dem Titel Slow Rider bereits auf Ride This Train fünf Jahre zuvor aufgenommen worden war.
Das von Silverstein geschriebene 25 Minutes to Go erzählt von einem Häftling, der die Minuten zu seiner Hinrichtung herunterzählt. Eine Neuaufnahme des Stücks wurde 1968 auf dem Album At Folsom Prison veröffentlicht, für das Cash vor inhaftiertem Publikum aufgetreten war.
Weitere Songs auf diesem Konzeptalbum, die Cash später neu aufnahm waren:
- The Road to Kaintuck 1972 für America
- Mister Garfield 1972 für America
- Bury Me Not on the Lone Prairie 1994 für American Recordings als Oh, Bury Me Not (Introduction: A Cowboy's Prayer)
- Streets of Laredo 2002 für American IV: The Man Comes Around
- Sam Hall 2002 für American IV: The Man Comes Around

## Titelliste
1. Hiawatha's Vision (Cash) – 2:25
2. The Road to Kaintuck (June Carter) – 2:43
3. The Shifting Whispering Sands, Part I (Jack V.C. Gilbert, Mary Margaret Hadler) – 2:54
4. The Ballad of Boot Hill (Carl Perkins) – 3:48
5. I Ride an Old Paint (Traditional) – 2:58
6. Hardin Wouldn't Run (Cash) – 4:19
7. Mr. Garfield (Ramblin' Jack Elliott) – 4:35
8. Streets of Laredo (Traditional) – 3:39
9. Johnny Reb (Merle Kilgore) – 2:50
10. A Letter from Home (Maybelle Carter, Dearest Dean) – 2:35
11. Bury Me Not on the Lone Prairie (Traditional) – 2:26
12. Mean as Hell (Cash) – 3:07
13. Sam Hall (Tex Ritter) – 3:15
14. 25 Minutes to Go (Shel Silverstein) – 3:14
15. The Blizzard (Harlan Howard) – 3:53
16. Sweet Betsy from Pike (Jimmie Driftwood) – 3:57
17. Green Grow the Lilacs (Traditional) – 2:47
18. Stampede (Peter La Farge) – 4:01
19. The Shifting Whispering Sands, Part II (Jack Gilbert, Mary Hadler) – 2:28
20. Reflections (Cash) – 2:58

### Bonustracks der CD-Ausgabe
1. Rodeo Hand (Peter La Farge) – 2:27
2. Stampede (Peter La Farge) – 1:07